# Hannah Ramsay
Pour les articles homonymes, voir Ramsay.
Pas d'image ? Cliquez ici

a Compétitions nationales et continentales officielles uniquement.

b Matchs officiels uniquement.
Dernière mise à jour le 5 août 2025.
Hannah Ramsay, née vers 2004, est une joueuse internationale écossaise de rugby à XV qui évolue au poste de demi d'ouverture. Elle joue à Édimbourg Rugby.

## Biographie
Hannah Ramsay grandit dans une famille qui s'intéresse peu voire pas du tout au rugby à XV. Elle découvre ce sport à l'école primaire de South Queensferry, lors d'une session organisée par le Forester RFC.  Elle rejoint ensuite l'école de rugby du Linlithgow RFC puis le Livingston RFC.
En 2023, elle joue en première division écossaise avec le Corstorphine Cougars RFC et impressionne dès ses premiers matchs. Elle est appelée au sein de la franchise d'Édimbourg Rugby qui dispute le Celtic Challenge et fait quelques apparitions en sortie de banc. Elle joue également le championnat universitaire du Royaume-Uni avec le club de l'université d'Édimbourg. Durant l'été 2024, elle participe avec l'équipe d'Écosse des moins de 20 ans à la Summer Series organisée en Italie.
Elle joue à nouveau le Celtic Challenge en 2024-2025, puis est appelée en équipe d'Écosse à l'occasion du Tournoi des Six Nations. Dans le cadre de la préparation à la Coupe du monde, elle obtient sa première sélection au mois de juillet contre l'Italie. Elle est titularisée la semaine suivante contre l'Irlande.